# Monumento a Virgilio (Mantova)
Il monumento a Virgilio è una scultura in bronzo situata a Mantova in piazza Virgiliana.

## Storia
In piazza Virgiliana un primo monumento a Virgilio fu innalzato su iniziativa del generale De Miollis, che lo inaugurò il 21 marzo 1801. Era costituito da un'alta colonna sulla cui sommità era posto un busto bronzeo del poeta, opera di Giovanni Bellavite. La sua collocazione era al centro della piazza Virgiliana secondo il progetto dell'architetto Pozzo.

Tornata la città sotto dominazione austriaca, per ottenere spazio per le esercitazioni militari, la colonna fu traslocata al margine della piazza, verso il lago di Mezzo, nel luogo dove sorge il monumento attuale. Infine, nel 1821, la colonna virgiliana fu abbattuta per far spazio all'Anfiteatro Virgiliano progettato dall'architetto mantovano Giuseppe Cantoni e il busto di Virgilio fu collocato nel Palazzo Municipale.
L'economista e senatore del Regno d'Italia Giovanni Arrivabene, nel 1877, diede impulso alla costituzione di un comitato per celebrare l'imminente mille novecentesimo anniversario della morte di Virgilio. Da questa associazione nacque l'idea di innalzare un nuovo monumento. Il Comitato, che preventivò di raccogliere 150.000 lire, nel 1883 raccolse sottoscrizioni per 26.000 lire, una cifra insufficiente che allontanò nel tempo il proposito iniziale. Nonostante ciò, a lungo si dibatté sul luogo di edificazione, finché la scelta cadde su piazza Virgiliana. Nel 1919 l'anfiteatro ottocentesco che aveva soppiantato la colonna progettata da Paolo Pozzo, fu demolito e sullo spazio liberato fu costruito l'attuale monumento in marmo di Carrara disegnato dall'architetto Luca Beltrami sulla cui sommità è posta una grande statua in bronzo opera dello scultore milanese Emilio Quadrelli (1863-1925). Il costo finale superò il milione di lire, ottenuti sommando le 400.000 lire raccolte dal Comitato costituito cinquant'anni prima, e i contributi del comune di Mantova e dello Stato italiano.
Conclusosi i lavori il 16 ottobre 1926, il monumento a Virgilio fu ufficialmente inaugurato il 21 aprile 1927.